# Exosphaeroma antillense
Exosphaeroma antillense är en kräftdjursart som beskrevs av Richardson 1912. Exosphaeroma antillense ingår i släktet Exosphaeroma och familjen klotkräftor.
Artens utbredningsområde är Jamaica. Inga underarter finns listade i Catalogue of Life.